# NTS Radio

NTS Radio logo

NTS (también conocida como NTS Radio o NTS Live) es una estación de radio en línea y plataforma de información, con sede en Dalston, Londres. Fue fundada en abril de 2011 por Femi Adeyemi (uno de los miembros de Boiler Room) y cofundador Clair Urbahn, NTS Radio sirve de comunidad en línea con una amplia gama de programas de radio, Eventos musicales en vivo. Su moto, 'No asumas', sumariza la diversidad y el lado más radical de su programación. NTS tiene estaciones de radio en directo en Londres, Manchester, Los Ángeles y Shanghái y transmite contenido en vivo a partir de 30 ciudades al mes. De acuerdo con el sitio web del Instituto de Artes Contemporáneas del Reino Unido, NTS Radio es una familia de personas que comparten ideales comunes, plenamente comprometidos con lo que hacen, y dedicados a soportar la música y la cultura a través de eventos de eventos Radio. La NTS da voz al mejor del pasado musical, celebra y el presente y cultiva la escena musical underground, y se enorgullece en tener una postura abierta y experimental en relación con su modus operandi.

## Anfitriones y artistas
Todos los anfitriones y artistas que aparecen en NTS son seleccionados por el equipo NTS - Fergus McDonald (Jefe de Programación), Sean McAuliffe (Director Gerente) y Femi Adeyemi (CEO).
Hay más de 200 anfitriones regulares. Un número de músicos prominentes y DJs han aparecido en NTS como anfitriones y artistas de la huésped incluyendo: 
- Thurston Moore
- Jeff Mills
- Floating Points
- Andrew Weatherall
- Gilles Peterson
- Four Tet
- Frankie Knuckles
- Rough Trade Records
- Theo Parrish
- Wire Magazine
- Mr. Scruff
- Skepta
- Peanut Butter Wolf
- Derrick May
- Kerri Chandler
- Laurel Halo
- Bladee

## Premios
NTS ganó la Mejor Estación de Radio en Línea del 2014 en el World Award de Mixcloud y el Festival Internacional de Premios de Radio.